# 师丞
师丞，姬姓，字丞，虢德叔之子，西周时期虢国君主。

## 生平
1974年陕西省扶风县强家村出土的师丞钟，其铭文记载了虢季易父、虢宄公、虢幽叔、虢德叔、虢公师丞五代虢国君主的世系。吴镇烽和雒忠如都认为虢德叔主要活跃于周懿王时期，李学勤认为虢德叔主要活跃于周厉王时期。蔡运章认为《古本竹书纪年·周纪》中率军征讨太原之戎到达俞泉，获得马千匹的虢公就是师丞。